# Железничарско първенство по футбол 1936
През 1936 година се провежда първият турнир за Железничарската купа. На победителя се връчва Купата на Организацията на българските железничари и моряци /ОБЖМ/, подарена от деятеля на ЖСК (Бургас) Христо Антонов.
Турниртът е проведен на преки елиминации в една среща.
Финалната среща е проведена на 22 ноември 1936 г. в Русе. Мачът е прекратен в 75-ата минута при резултат 0:0, когато играчите на ЖСК (София) отказват да се подчинят на съдийско решение да бъде отстранен от игра техен съотборник. Присъден е служебен резултат 3:0 в полза на ЖСК (Русе), на когото е връчена Железничарската купа и медалите за победител в турнира.

## Участници
Право на участие в турнира имат всички желаещи железничарски спортни клубове (ЖСК) в България. В турнира участват 11 железничарски спортни клуба:
- ЖСК (София)
- ЖСК (Пловдив)
- ЖСК (Варна)
- ЖСК (Русе)
- ЖСК (Бургас)
- ЖСК (Стара Загора)
- ЖСК (Плевен)
- ЖСК (Горна Оряховица)
- ЖСК (Дряново)
- ЖСК (Червен бряг)
- ЖСК (Лом)

## Първи кръг
| 30 май 1936 г.: | ЖСК (Русе)        | ЖСК (Варна)           | 3:1     |
| 31 май 1936 г.: | ЖСК (Пловдив)     | ЖСК (Стара Загора)    | 4:3     |
| 31 май 1936 г.: | ЖСК (Дряново)     | ЖСК (Горна Оряховица) | ?:?     |
| 14 юни 1936 г.: | ЖСК (Червен бряг) | ЖСК (Лом)             | 3:0 сл. |
| 14 юни 1936 г:  | ЖСК (Плевен)      | ЖСК (София)           | 2:3     |

Резултатът от мача от I кръг ЖСК (Дряново) - ЖСК (Горна Оряховица) не е известен. Напред в турнира продължава отборът от Горна Оряховица.
ЖСК (Лом) не се явява за мача си в Червен бряг и отпада от турнира.
ЖСК (Бургас) се класира направо за втория кръг.

## Втори кръг
| 14 юни 1936 г.: | ЖСК (Пловдив) | ЖСК (Бургас)          | 4:1 |
| 14 юни 1936 г.: | ЖСК (Русе)    | ЖСК (Горна Оряховица) | 2:0 |

ЖСК (Червен бряг) и ЖСК (София) се класират направо за полуфиналите.

## Трети кръг – 1/2 финал
19 юли 1936 г.:
| ЖСК (Червен бряг) | ЖСК (Русе)    | 3:4 |
| ЖСК (София)       | ЖСК (Пловдив) | 2:1 |

## Финал
| 22 ноември 1936 г., неделя, 15:15 часа, игрище "Алеите", Русе: |         |             |
| ЖСК (Русе)                                                     | 3:0 сл. | ЖСК (София) |

Съдия: Димитър Риковски (Русе).